# Abaritan

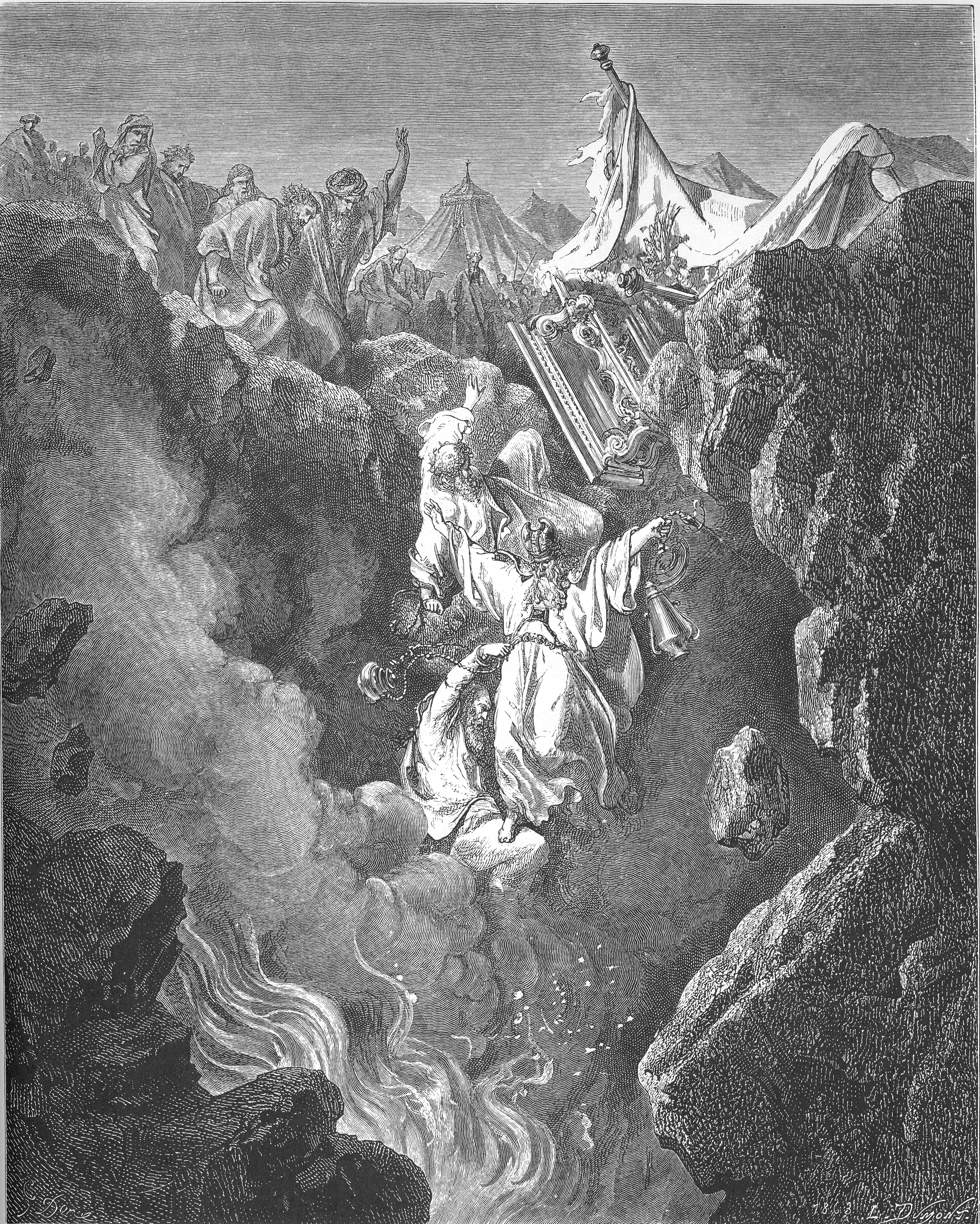
Morte de Abiron, Datã e Coré.
Pintura de Gustave Doré.

Abaritan é uma imprecação portuguesa antiga, que quer dizer: "sepultado sejas vivo nos infernos como foram Abiron e Dathan" ou "que seja confundido, e devorado pela terra, como Datan, e Abiron". O termo refere-se ao episódio bíblico relatado no Livro dos Números, quando o levita Abiron revoltou-se contra Moisés, juntamente com Coré e Datã. Como castigo pela sua rebelião, teriam sido todos três engolidos pela terra, que se abriu, sepultando também duzentos e cinquenta cúmplices.
Era muito usada nas escrituras dos forais, como ameaça para quem se atrevesse a infringir as garantias ali estabelecidas. Em 1842, o termo, usado como interjeição por um dos personagens de um romance passado na Idade Média, era já considerado anacrónico e de uso antiquado.
A expressão é igualmente conhecida na Galiza, sendo usada para designar aquele que não cumpria o estipulado em algum contrato, e sobre o qual caiam os mesmos castigos e maldições contidos nessa escritura. Entre o vulgo (popularmente), a palavra é sinónimo de excomungado.